# Téterchen

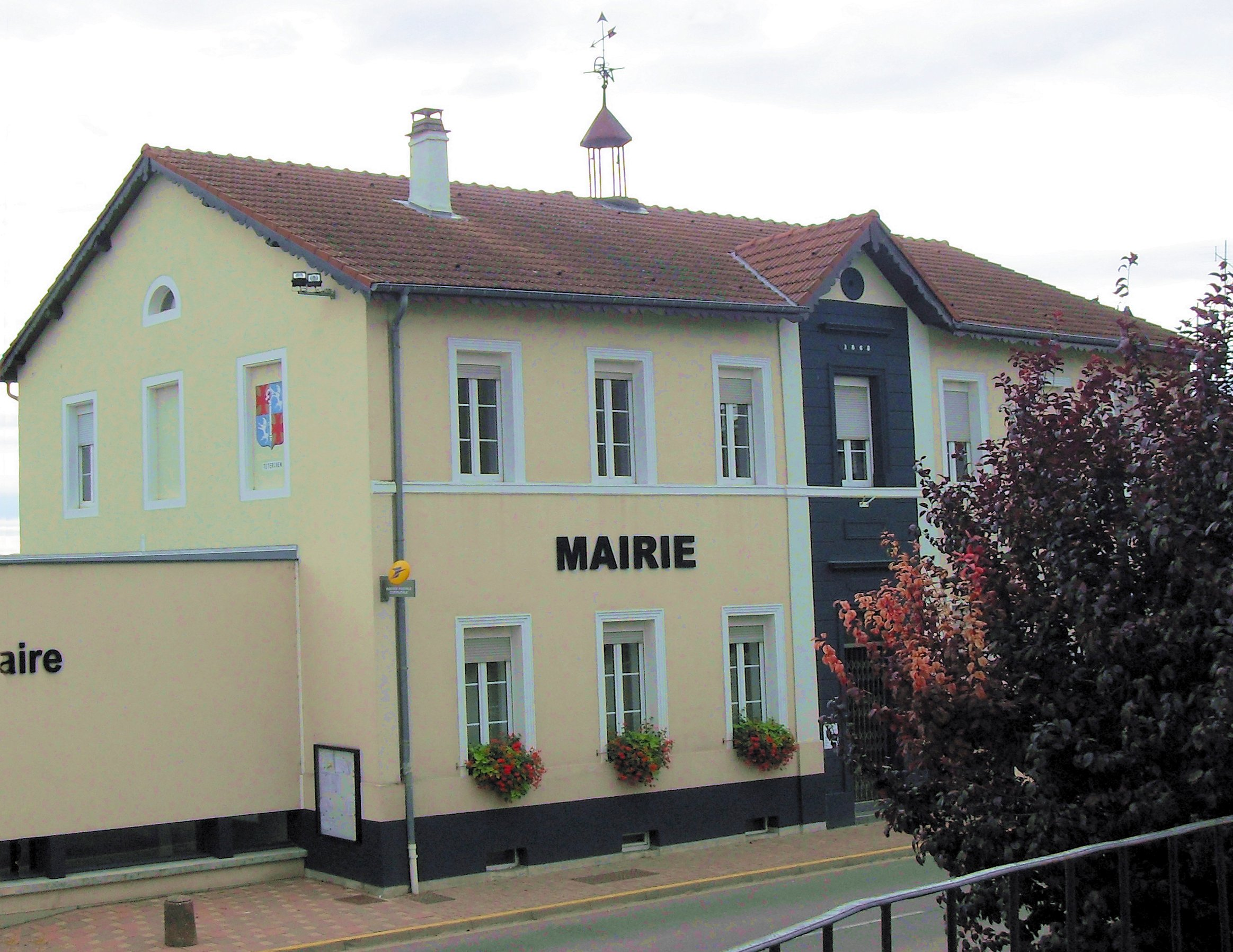
Gemeentehuis

Téterchen (Duits: Teterchen ) is een gemeente in het Franse departement Moselle (regio Grand Est) en telt 621 inwoners (2005). De plaats maakt deel uit van het arrondissement Forbach-Boulay-Moselle.

## Geografie
De oppervlakte van Téterchen bedraagt 8,8 km², de bevolkingsdichtheid is 70,6 inwoners per km².
De onderstaande kaart toont de ligging van Téterchen met de belangrijkste infrastructuur en aangrenzende gemeenten.

## Demografie
Onderstaande figuur toont het verloop van het inwonertal (bron: INSEE-tellingen).